# قائمة الرومانيين الحاصلين على جائزة نوبل

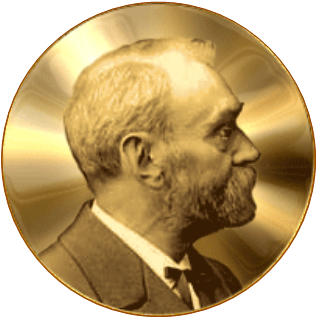
شعار جائزة نوبل.

منحت جائزة نوبل لأربع أشخاص من رومانيا.

## الحائزون على جائزة نوبل
| السنة | الفائز     | المجال   |
| ----- | ---------- | -------- |
| 1974  | جورج بالاد | الطب     |
| 1986  | إيلي فيزيل | السلام   |
| 2008  | هيرتا مولر | الأدب    |
| 2014  | ستيفان هيل | الكيمياء |